# Коричная райская мухоловка
Коричная райская мухоловка (лат. Terpsiphone cinnamomea) — вид птиц семейства монарховых. Выделяют три подвида. Распространены на филиппинских островах и архипелаге Талауд. Среднего размера длиннохвостая птица, обитающая в равнинных и предгорных лесах. В целом рыжеватого цвета, с голубым клювом и голубым окологлазным кольцом, которое у самцов шире.

## Описание
Коричная райская мухоловка — птица среднего размера, длина тела варьирует от 18 до 21 см, а масса — от 18 до 27 г. Клюв средней длины, широкий, длина клюва по средней линии, проведённой по середине надклювья варьирует от 21—24 мм. Надклювье немного загнуто на конце, подклювье прямое, основание клюва окружено жёсткими риктальными щетинками. Щетинки очень вариабельны по длине, от едва заметных до очень длинных, особенно под глазом. У самцов и самок клюв серовато-голубой с чёрным кончиком. Окологлазное кольцо голубого цвета. Радужная оболочка тёмно-коричневая. Ноги обычно сине-серые. Ротовая полость зеленоватая. 

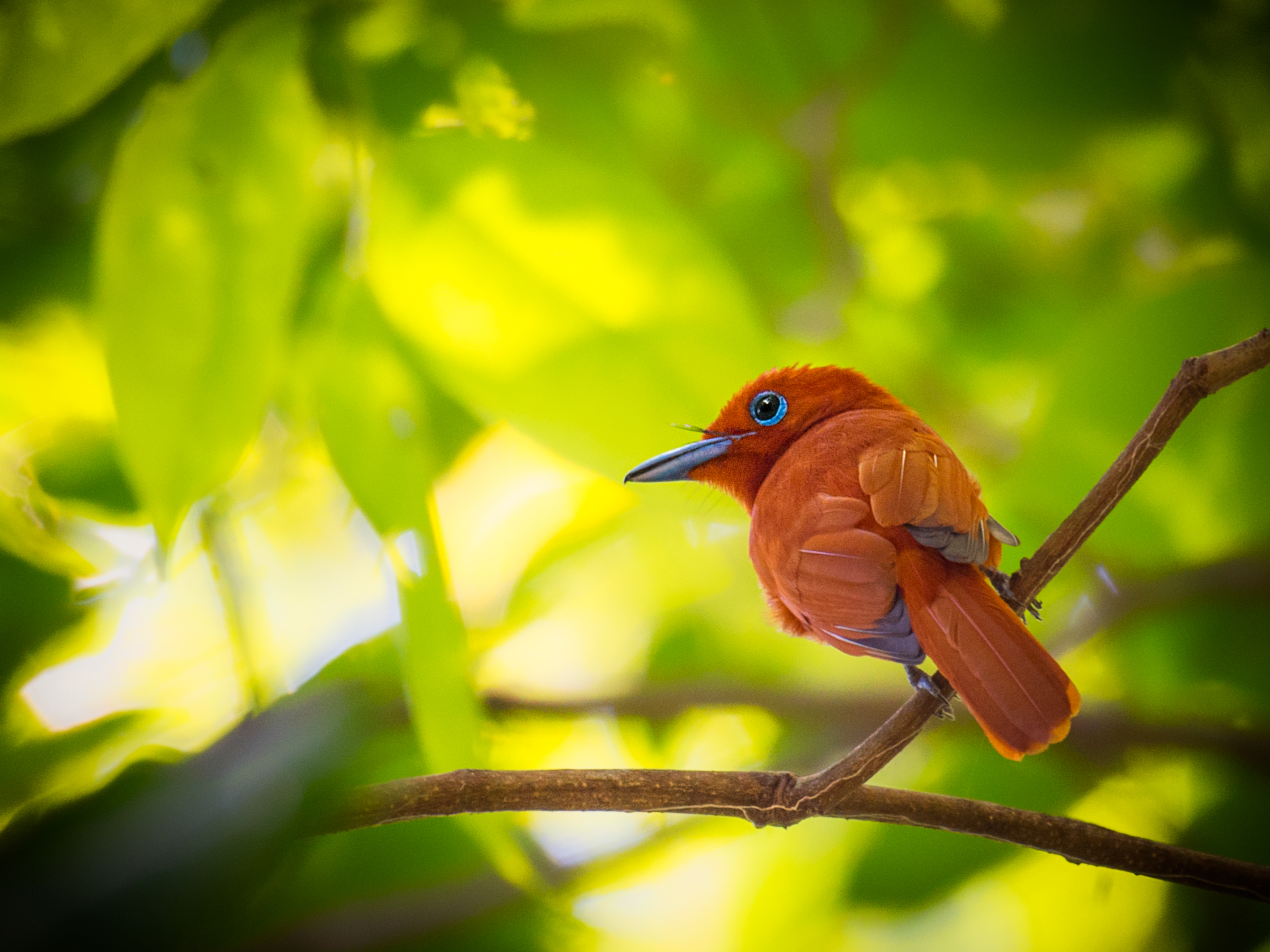

Взрослые самцы и самки различаются главным образом размером окологлазного кольца, интенсивностью окраски на брюхе и наличием или полным отсутствием удлинённых перьев хвоста, но, в отличие от большинства других представителей рода Terpsiphone, некоторых особей коричной райской мухоловки довольно трудно определить по полу. Самцы полностью ярко-оранжево-рыжие, немного темнее на слегка хохлатой голове, с удлиненными центральными хвостовыми перьями. Окраска оперения самок также полностью ярко-оранжево-рыжая, но бледнее, чем у самцов, особенно на животе. Нет удлиненных центральных перьев хвоста.

## Вокализация
Вокализация коричной райской мухоловки довольно разнообразна. Повторяющаяся звонкая песня со свистом и резкие позывки. Откликаются на имитацию своей песни. У номинативного подвида песня представляет собой громкую непрерывную серию из 30 и более пронзительных свистов, издаваемую со скоростью два свиста в секунду. Позывка резкая и скрипучая. Песня и позывка T. c. talautensis очень похожи на таковые номинанта: песня описывается как звенящие звуки «whik-whik-whik...» продолжительностью менее 12 секунд со скоростью три звука в секунду. Позывка похожа на глухой свист хлыста и хриплый звук «tre-chee». Песня T.c. unirufa представляет собой длинную серию повторяющихся коротких свистков «wiwiwiwiwiwiwiwi....», издаваемых в переменном темпе (от двух до шести нот в секунду) с продолжительностью фразы примерно девять секунд. По сравнению с песней T. c. cinnamomea, свистки имеют более узкий частотный диапазон и немного короче. Позывка короткая и хриплая.

## Биология
Обитают в лесах различных типов, как первичных, так и в нарушенных муссонных лесах, перемежающихся вторичными лесными массивами и плантациями, включая плантации мускатного ореха. Встречаются как на низменностях, так и в предгорьях на высоте до 1200 м. Обычно наблюдаются сидящими вертикально на высоте до 15 м над землёй. Кормятся поодиночке, парами или в составе смешанных групп. Питаются в основном насекомыми.
Сезон размножения в основном продолжается с апреля по июль. Гнездо располагается на ветке или в развилке ветвей и представляет собой вытянутую чашечку, узкую внизу и широкую вверху. Прикрепляется к ветке тонкими растительными волокнами и паутиной. В кладке до трёх яиц размером 22х16 мм, яйца белого цвета с коричневыми и сиреневыми пятнами.

## Подвиды и распространение
Выделяют три подвида:
- T. c. unirufa  Salomonsen, 1937 — Лусон, Миндоро и Западные Висайи
- T. c. cinnamomea  (Sharpe, 1877) — Восточные Висайи, остров Минданао и соседние острова
- T. c. talautensis  (Meyer & Wiglesworth, 1894) — архипелаг Талауд